# غابرييل مينينو
غابرييل مينينو (مواليد 29 سبتمبر 2000) هو لاعب كرة قدم برازيلي يلعب في مركز خط الوسط في نادي بالميراس.

## روابط خارجية
- غابرييل مينينو على موقع إي إس بي إن إف سي (الإنجليزية)
- غابرييل مينينو على موقع قاعدة بيانات كرة القدم.إي يو (الإنجليزية)
- غابرييل مينينو على موقع ليكيب (الفرنسية)
- غابرييل مينينو على موقع Soccerbase.com (لاعب) (الإنجليزية)
- غابرييل مينينو على موقع Soccerway.com (الإنجليزية)
- غابرييل مينينو على موقع عالم كرة القدم.نت (الإنجليزية)
- غابرييل مينينو على موقع اللجنة الأولمبية الدولية (الإنجليزية)
- غابرييل مينينو على موقع أوليمبيديا (الإنجليزية)
- غابرييل مينينو على موقع اللجنة الأولمبية البرازيلية (البرتغالية)